# Daan Huisman
Daan Huisman (Arnhem, 26 luglio 2002) è un calciatore olandese, centrocampista dell'Eindhoven.

## Caratteristiche tecniche
È un centrocampista offensivo.

## Carriera

### Club
Huisman è cresciuto nel settore giovanile del Vitesse. Ha esordito in Eredivisie in data 19 settembre 2020, sostituendo Loïs Openda nel successo casalingo per 2-0 arrivato sullo Sparta Rotterdam.
Il 16 settembre 2021, Huisman ha giocato la prima partita nelle competizioni UEFA per club, in Europa Conference League: è subentrato a Yann Gboho nel successo per 0-2 in casa dello NŠ Mura. Il successivo 25 novembre ha trovato anche la prima rete nella manifestazione, nel 3-3 arrivato in casa del Rennes.
Il 31 agosto 2022, Huisman è stato ceduto al VVV-Venlo con la formula del prestito. Ha debuttato in Eerste Divisie il successivo 2 settembre, schierato titolare nella vittoria interna per 2-1 sullo Jong Utrecht. Il 9 settembre ha realizzato il primo gol con questa maglia, nella sconfitta per 5-3 maturata sul campo dell'Heracles Almelo.
Il 31 agosto 2023, Huisman è stato ingaggiato dai norvegesi dell'Haugesund, a cui è passato con la formula del prestito. Il 5 dicembre successivo è stato reso noto che Huisman sarebbe tornato al Vitesse al termine del periodo concordato.

### Nazionale
Ha giocato nelle nazionali giovanili olandesi Under-16 ed Under-17.

## Statistiche
Statistiche aggiornate al 5 dicembre 2023.

### Presenze e reti nei club
| Stagione        | Squadra         | Campionato      | Campionato | Campionato | Coppe nazionali | Coppe nazionali | Coppe nazionali | Coppe continentali | Coppe continentali | Coppe continentali | Altre coppe | Altre coppe | Altre coppe | Totale | Totale | Totale |
| Stagione        | Squadra         | Comp            | Pres       | Reti       | Comp            | Pres            | Reti            | Comp               | Pres               | Reti               | Comp        | Pres        | Reti        | Pres   | Reti   |        |
| --------------- | --------------- | --------------- | ---------- | ---------- | --------------- | --------------- | --------------- | ------------------ | ------------------ | ------------------ | ----------- | ----------- | ----------- | ------ | ------ | ------ |
| 2020-2021       | Vitesse         | ED              | 20         | 0          | CO              | 3               | 0               | -                  | -                  | -                  | -           | -           | -           | 23     | 0      |        |
| 2021-2022       | Vitesse         | ED              | 27         | 0          | CO              | 2               | 1               | UECL               | 5                  | 1                  | -           | -           | -           | 34     | 2      |        |
| ago. 2022       | Vitesse         | ED              | 2          | 0          | CO              | 0               | 0               | -                  | -                  | -                  | -           | -           | -           | 2      | 0      |        |
| ago. 2022-2023  | VVV-Venlo       | 1D              | 32+4       | 4+0        | CO              | 1               | 1               | -                  | -                  | -                  | -           | -           | -           | 37     | 5      |        |
| ago. 2023       | Vitesse         | ED              | 0          | 0          | CO              | 0               | 0               | -                  | -                  | -                  | -           | -           | -           | 0      | 0      |        |
| ago.-dic. 2023  | Haugesund       | ES              | 10         | 0          | CN              | -               | -               | -                  | -                  | -                  | -           | -           | -           | 10     | 0      |        |
| gen.-giu. 2024  | Vitesse         | ED              | 1          | 0          | CO              | 0               | 0               | -                  | -                  | -                  | -           | -           | -           | 1      | 0      |        |
| Totale Vitesse  | Totale Vitesse  | Totale Vitesse  | 50         | 0          |                 | 5               | 1               |                    | 5                  | 1                  |             | -           | -           | 60     | 2      |        |
| Totale carriera | Totale carriera | Totale carriera | 92+4       | 4+0        |                 | 6               | 2               |                    | 5                  | 1                  |             | -           | -           | 107    | 7      |        |